# Mohammed Al-Dhahri
Mohammed Al-Dhahri (Arabic:محمد الظاهري) (sinh ngày 16 tháng 1 năm 1991) là một cầu thủ bóng đá người Các Tiểu vương quốc Ả Rập Thống nhất. Hiện tại anh thi đấu cho Al-Sharjah.